# Hassan Ghul
Sospettato di essere membro dell'organizzazione terroristica fondamentalista di matrice islamica di al-Qa'ida, Hassan Ghul (in arabo حسان غول‎?, Ḥassān Ghūl) è stato identificato come appartenente al gruppo terroristico Ansar al-Islam. Viene indicato come di nazionalità yemenita, pakistana  o egiziana. La sua testimonianza è stata determinante per identificare la località segreta in cui si era rifugiato Osama Bin Laden ad Abbottabad.
Catturato da militanti curdi e da essi consegnato alle forze statunitensi in Iraq nel 2004, si appurò che Ghul aveva agito come "corriere" per la consegna di plichi e lettere ai membri di al-Qa'ida. Ghul aveva allora un "grado" di "primo luogotenente", "secondo in comando" o "emissario affidabile", da Abu Mus'ab al-Zarqawi, Osama bin Laden o Khalid Shaykh Muhammad.
Fu tenuto in prigione della CIA in un sito segreto per due anni, prima di essere consegnato alle autorità carcerarie pakistane. Fu durante quel periodo di incarcerazione da parte della CIA che Ghul rivelò il proprio soprannome di "al-Kuwaitī" (il Kuweitino) e, anche se su questo nome si esprimevano dubbi, le informazioni di Ghul svelarono all'intelligence statunitense alcuni importanti elementi utili a catturare Osama bin Laden, e a tal fine tornò utile l'intercettazione di una chiamata da un telefono satellitare fatta dal capo di al-Qa'ida a una sua guardia del corpo nel 2010, che comportò la messa sotto controllo che portò l'intelligence a identificare il compound in cui viveva Osama bin Laden.